# Blastomera
Blastomera (prema grčki: blastos klica, meros dio) je jedna od mnogih stanica proizvedenih ranim diobama zigote nakon oplodnje i osobito su važan dio stvaranja blastule. Tijekom mnogobrojnih dioba blastomere ne rastu i što ih se više stvara one postaju manje. U početku su blastomere čvrsto međusobno povezane gradeći morulu, a kasnije nastaje šupljina (blastocel) između blastomera i tako nastaje blastula. 